# Unterseeboot UB-113
Pour les autres navires du même nom, voir Unterseeboot 113.
Le SM UB-113 était un sous-marin de la marine impériale allemande (en allemand : Kaiserliche Marine), pendant la Première Guerre mondiale. Il appartenait à la classe des Unterseeboot type UB III. Il fut mis en service (armé) dans la marine impériale allemande le 25 avril 1918 et immatriculé SM UB-113 sous le commandement de l'Oblt.z.S. Ulrich PILZECKER.
Le UB-113 fut perdu en automne 1918 pour des raisons inconnues. Selon des sources récentes, le SM UB-113 a croisé la route de la canonnière « l'Engageante » le 29 août 1918 dans le Golfe de Gascogne et fut coulé. Ce serait le résultat de renseignements fournis par l'US-Navy et la Marine Nationale. Une certaine confusion subsiste avec le sort du SM UB-123.

## Construction
UB-113 fut construit par les chantiers navals de Blohm & Voss à Hambourg et à la suite d'une année de construction, fut lancé à Hambourg le 23 septembre 1917. Le UB-113 fut mis en service juste après un an de construction le 25 avril 1918, sous le commandement du Oblt.z.S. Ulrich PILZECKER.

## Autres navires similaires
Pour un article plus général, voir Unterseeboot type UB III.